# مل متکالف
مل متکالف (انگلیسی: Mel Metcalfe؛ زادهٔ ) یک مهندس، و مهندس صدا اهل ایالات متحده آمریکا است. وی از سال ۱۹۸۱ میلادی تاکنون مشغول فعالیت بوده‌است. 